# Pavel Rakitjanskij
Pavel Dmitrievič Rakitjanskij (in russo Павел Дмитриевич Ракитянский?; Krasnodar, 1928 – Krasnodar, 1992) è stato un pentatleta sovietico.

## Palmarès
In carriera ha conseguito i seguenti risultati:
- Mondiali:

Zurigo 1955: argento nel pentathlon moderno a squadre.